# Тойота Айго X
„Тойота Айго X“ (Toyota Aygo X) е модел миниавтомобили (сегмент A) на японската компания „Тойота“, произвеждан от 2022 година в Колин.
Заменя популярния модел „Тойота Айго“ и е базиран на платформата GA-B, използвана от съвременните поколения на „Тойота Ярис“. Предлага се като хечбек с пет врати, трицилиндров бензинов двигател и предно задвижване.